# Coelioxys exspectata
Coelioxys exspectata är en biart som beskrevs av Holmberg 1918. Coelioxys exspectata ingår i släktet kägelbin, och familjen buksamlarbin. Inga underarter finns listade i Catalogue of Life.